# Leprechaun 5 : La Malédiction
Série
Leprechaun 4 : Destination cosmos
(1997) Leprechaun 6 : Le Retour
(2003)
Pour plus de détails, voir Fiche technique et Distribution.
Leprechaun 5 : La Malédiction (Leprechaun: In the Hood) est un film américain réalisé par Rob Spera en 2000. Il est le cinquième de la série Leprechaun.

## Synopsis
Mack Daddy, un rappeur, a réussi l'incroyable : emprisonner Leprechaun, et lui dérober son or. Mais le magot suscite les jalousies. Une bande rivale décide alors de voler le premier, et de libérer le second. La chasse est ouverte ! 

## Fiche technique
- Titre : Leprechaun 5 : La Malédiction
- Titre québécois : L’Abominable Lutin 5 : La Malédiction
- Titre original : Leprechaun: In the Hood
- Réalisation : Rob Spera
- Scénario : Mark Jones
- Images : Michael Mickens
- Musiques : Nicholas Rivera
- Producteur : 	Bruce David Eisen et Darin Spillman
- Pays d'Origine :  États-Unis
- Format : Couleurs
- Genre : Comédie horrifique et fantastique
- Durée : 90 minutes
- Dates de Sortie :
  - États-Unis : 28 mars 2000 (en DVD)
  - France : 17 octobre 2007 (en DVD)
- interdit aux moins de 12 ans

## Distribution
- Warwick Davis (VF : Éric Missoffe) : Leprechaun
- Ice-T (VF : Jean-Paul Pitolin) : Mack Daddy O'Nassas
- Anthony Montgomery (VF : Daniel Lobé) : Postmaster P. Smith
- Rashaan Nall (VF : Diouc Koma) : Stray Bullet
- Red Grant (VF : Sidney Kotto) : Butch
- Dan Martin (VF : Said Amadis) : Jackie Dee
- Lobo Sébastian (VF : Thierry Desroses) : Fontaine Rivera
- Ivory Ocean (VF : Benoît Allemane) : Reverend Hanson
- Jack Ong : Chow Yung Pi
- Bleu Davinci (VF : Alexis Tomassian) : Slug
- Bebe Drake (en) (VF : Pascale Denizane) : Mrs. Smith
- Donna M. Perkins (VF : Géraldine Asselin) : Jackie Cee
- Eric Mansker : le garde du corps
- Steven M. Porter (VF : Jacques Bouanich) : Berry Grady
- James Boyd III (VF : Frantz Confiac) : J-Money
- Derrick White : Homme à l'église
- Coolio : lui-meme